# Arcidiocesi di Berito
L'arcidiocesi di Berito (in latino Archidioecesis Berytena) è una sede soppressa e sede titolare soppressa della Chiesa cattolica.

## Storia

### L'antica arcidiocesi bizantina
Berito, l'odierna città di Beirut in Libano, fu l'antica sede vescovile della provincia romana di Fenicia, nella diocesi civile d'Oriente e nel patriarcato di Antiochia.
Nulla si conosce sulle origini del cristianesimo a Beirut. Non è attendibile l'affermazione dello pseudo-Doroteo di Tiro, secondo il quale primo vescovo sarebbe stato un certo Quarto, cristiano di Corinto menzionato nella Lettera ai Romani 16,23. Originario di Berito era il martire Pamfilio, morto a Cesarea marittima nel 309 e maestro dello storico e vescovo Eusebio.
Primo vescovo conosciuto è Eusebio di Nicomedia, che, cosa rara nel IV secolo, fu trasferito alla sede di Nicomedia attorno al 324. Gli succedette Gregorio, presente al concilio di Nicea del 325.
Risale a quest'epoca il presunto miracolo dell'icona del Salvatore, leggenda secondo la quale da un'icona di Gesù, trafitta con la lancia da un gruppo di ebrei, sarebbero sgorgati sangue e acqua in tale abbondanza da guarire miracolosamente decine di ammalati. Una redazione del miracolo fu letta al secondo concilio di Nicea (787) per provare la legittimità del culto delle immagini.
All'epoca del vescovo Eustazio si tenne a Beirut nel 448 o 449  un concilio preparatorio del sinodo di Tiro, dove fu esaminato l'affare di Iba di Edessa, condannato dal concilio di Efeso e riabilitato al concilio di Calcedonia del 451.
Inizialmente era suffraganea dell'arcidiocesi di Tiro, ma per le insistenze di Eustazio l'imperatore Teodosio II elevò la diocesi di Beirut al rango di sede metropolitana con sei diocesi suffraganee: Biblo, Botri, Tripoli, Ortosia, Arca e Antarado. Ma questa decisione fu contestata dal metropolita di Tiro, che vedeva lesi i propri diritti. Il concilio di Calcedonia annullò la decisione imperiale, garantendo comunque a Beirut il rango di arcidiocesi autocefala senza suffraganee, ossia direttamente soggetta al patriarca di Antiochia.
Poco si conosce dei cristiani di Beirut dal VI secolo, soprattutto perché il terremoto del 555 devastò drammaticamente la città, che in seguito fu occupata dagli Arabi mussulmani. Tuttavia si conosce il nome di un altro vescovo nel IX secolo, Tommaso, segno che una comunità di lingua greca e di rito bizantino esisteva ancora in quel periodo.
La sede esiste ancora oggi ed è una metropolia del patriarcato greco-ortodosso di Antiochia, con il nome di metropolia di Beirut.

### La diocesi latina
Durante la prima crociata, Berito (o anche Baruth) fu occupata dai Crociati che la conquistarono il 13 maggio 1110 (o 27 aprile 1111) e ne furono scacciati il 21 luglio 1291. Per 180 anni circa divenne sede di una diocesi di rito latino, suffraganea di Tiro. Nel 1291 il clero ed il capitolo fuggirono a Cipro nella speranza di poter rientrare nella loro sede, cosa che non sarebbe mai avvenuta. Tuttavia ancora nel 1322 il capitolo della cattedrale era regolarmente costituito a Nicosia, quando elesse il vescovo Emmanuele.
Dal XIV secolo Berito divenne una sede titolare, prima vescovile e poi arcivescovile. Fino a metà del Cinquecento la cronotassi dei vescovi è abbastanza confusa ed è evidente la presenza di serie distinte di titolari. La sede è stata soppressa nel 1931.

## Cronotassi

### Arcivescovi greci
- Quarto † (I secolo)
  - Eusebio † (dopo il 303/304 - circa 324 nominato vescovo di Nicomedia) (vescovo ariano)
- Gregorio † (menzionato nel 325)
  - Macedonio † (menzionato nel 344) (vescovo ariano)
- Timoteo † (menzionato nel 381)
- Eustazio † (prima del 448 - dopo il 458)
- Aristo †
- Giovanni † (tra il 474 e il 491)
- Marino † (menzionato prima del 518)
- Talassio † (menzionato nel 536)
- Tommaso † (menzionato nell'869)

### Vescovi latini
- Baldovino † (menzionato nel 1136)
- Giovanni † (menzionato nel 1146)
- Guglielmo † (menzionato nel 1147)
- Mainardo † (? - 25 aprile 1174 deceduto)
- Rainaldo † (2 maggio 1175 consacrato - 13 settembre 1180 deceduto)
- Odo (Oddone) † (1181 consacrato - 1190 deceduto)
- Roberto † (prima del 1210)
- Anonimo † (menzionato il 10 luglio 1221)
- Gualerano (Valerano) † (prima del 1233 - dopo il 1245)
- Anonimo † (menzionato il 22 dicembre 1248)
- Anonimo † (menzionato il 31 luglio 1254)
- Bernardo † (menzionato nel 1267 circa)
- Bartolomeo † (circa 1272 - 1283)

### Vescovi e arcivescovi titolari
- Anonimo † (menzionato il 12 giugno 1299)
- Roberto † (circa 1315 - ? deceduto)
  - Emmanuele il Lungo, O.F.M. † (1322 - ? deceduto) (vescovo eletto)
- Matteo di Cipro, O.F.M. † (18 febbraio 1323 - 10 settembre 1333 nominato vescovo di Modone)
- Pietro † (? - 23 giugno 1348 nominato arcivescovo di Sorrento)
  - Pietro † (23 giugno 1348 - 15 luglio 1348 nominato vescovo di Lango) (vescovo eletto)
- Giacomo † (? deceduto)
- Biagio di Chiusano, O.F.M. † (9 luglio 1397 - ?)
- Giovanni, O.P. † (20 aprile 1453 - ?)
- Jean de Pierre † (20 giugno 1453 - ?)
- Giovanni di Falconio, O.F.M. † (9 luglio 1456 - ? deceduto)
- Gabriele Abbiati, O.Cist. † (4 giugno 1460 - ?)
- Libert van Broechem, O.F.M. † (10 dicembre 1470 - 4 settembre 1506 deceduto)
- Diego † (13 marzo 1493 - ? deceduto)
- Alfonso di Castiglia, O.F.M. † (14 luglio 1497 - 1512 deceduto)[4]
- Vincenzo de Mazuelo, O.P. † (6 aprile 1498 - ? deceduto)
- Gilles van der Heyden (Aegidius de Merica), O.Carm. † (10 maggio 1499 - 5 febbraio 1505 deceduto)[5]
- Pietro di Monimo, O.P. † (11 dicembre 1500 - ?)
- Garcia de San Facundo, O. de M. † (3 marzo 1501 - ?)
- Jean Briselot (Giovanni Briselotto), O.Carm. † (4 aprile 1505 - 23 dicembre 1517 nominato arcivescovo di Oristano)[6][7]
- Giovanni Merton, C.R.S.A. † (6 settembre 1508 - ?)
- Pietro Faggeto, O.F.M. † (18 febbraio 1527 - ?)
- Bernardino da Cremona, O.F.M. † (10 luglio 1531 - ?)
- Pietro Farfa † (? - 1537 deceduto)
- Francesco Gaeta † (20 giugno 1537 - ?)[8]
- Arnauld de Maytie † (15 gennaio 1618 - 1620 succeduto vescovo di Oloron)
- Andrés García de Zurita † (10 febbraio 1648 - 1649 succeduto vescovo di Huamanga)
- Pierre Lambert de la Motte, M.E.P. † (29 luglio 1658 - 15 giugno 1679 deceduto)
- Joseph Duchesne † (24 novembre 1681 - 17 giugno 1684 deceduto)
- Manuel Torquemada, O. de M. † (10 luglio 1690 - ?)[9]
- Giovanni Francesco de Nicolais, O.F.M.Ref. † (20 ottobre 1696 - 20 aprile 1712 nominato arcivescovo titolare di Mira)
- Timothée Pescherard, O.F.M.Cap. † (29 maggio 1715 - 11 giugno 1744 deceduto)
- Francesco Onofrio Odierna † (17 marzo 1727 - 1736 deceduto)
- Giuseppe Garampi † (27 gennaio 1772 - 20 maggio 1776 nominato arcivescovo, titolo personale, di Montefiascone)
- Giuseppe Vinci † (11 aprile 1785 - 30 settembre 1795 deceduto)
- Fabrizio Sceberras Testaferrata † (20 settembre 1802 - 6 aprile 1818 nominato cardinale presbitero di Santa Pudenziana)
- Luigi Emmanuele Nicolò Lambruschini, B. † (5 luglio 1830 - 30 settembre 1831 nominato cardinale presbitero di San Callisto)
- Gabriel della Genga Sermattei † (29 luglio 1833 - 23 giugno 1834 nominato arcivescovo di Ferrara)
- Camillo Di Pietro † (8 luglio 1839 - 15 aprile 1859 nominato cardinale presbitero di San Giovanni a Porta Latina)
- Manuel Teodoro del Valle Seoane † (15 novembre 1872 - 16 ottobre 1888 deceduto)
- Hilarion-Joseph Montéty, C.M. † (13 febbraio 1891 - 12 luglio 1921 deceduto)
- Antônio Augusto de Assis † (24 febbraio 1922 - 31 luglio 1931 nominato arcivescovo, titolo personale, di Jaboticabal)